# Underwurlde
Underwurlde è un videogioco d'avventura dinamica sviluppato e pubblicato dalla casa di produzione inglese Ultimate Play the Game nel 1984 per ZX Spectrum e nel 1985, grazie a un porting edito dalla Firebird, per Commodore 64.
Protagonista è l'esploratore Sabreman, il quale, intrappolato all'interno di un castello, dovrà cercare di trovare una via d'uscita, passando attraverso le labirintiche segrete e cercando di evitare le trappole ivi disseminate e le guardie armate. L'ambiente di gioco è costituito da circa seicento stanze e, a differenza di altri titoli del suo tempo, il personaggio non viene ferito quando viene toccato dai nemici, ma viene invece fatto cadere all'indietro. 
Underwurlde uscì a Natale del 1984 ed è il secondo capitolo della saga Sabreman, preceduto da Sabre Wulf, del 1983, e seguito da Knight Lore, dello stesso anno.
Nel 2015 venne inserito nell'antologia retrospettiva per la Xbox One Rare Replay, contenente trenta videogiochi prodotti dalla Rare.

## Modalità di gioco
Underwurlde è un videogioco a piattaforme con prospettiva di profilo. Il giocatore veste i panni di Sabreman, un avventuriero con tanto di casco coloniale, mentre salta tra le piattaforme di un castello e le sue caverne sotterranee nel tentativo di trovare un modo per fuggire oltre i guardiani dell'uscita, che dovranno essere sconfitti utilizzando delle armi specifiche per ciascuno di loro, che sono un pugnale, un coltello e una torcia.
Utilizzando la tastiera QWERTY o il joystick, si procede attraverso schermi flip screen (nei quali cioè viene visualizzata con inquadratura fissa l'area completa), 597 in tutto su circa 60 piani di profondità, e divisi tra due ambientazioni: un castello adornato con mobilio e le caverne. Sabreman collega automaticamente una fune al soffitto quando il giocatore lo controlla da una sporgenza e può quindi oscillare da un lato all'altro per saltare su un'altra. Sul fondo delle segrete, per ritornare in superficie, può anche salire su una delle bolle che fluttuano automaticamente verso l'alto.
Come con altri prodotti della casa di sviluppo, le istruzioni sono criptiche e lasciano all'acquirente il compito di capire da solo i controlli e i movimenti.
Come cambiamento rispetto ai precedenti giochi dello casa di sviluppo, l'avventuriero è invulnerabile ai nemici (quali arpie, gargolle e aquile, che lo possono afferrare e lasciarlo cadere da altezze elevate) e li può uccidere con le proprie armi, ma quando essi lo toccano viene spinto all'indietro. A inizio partita ha sette vite e può sempre guadagnarne di nuove durante il gioco, mentre ne perde una ogni volta che finisce in un precipizio. Prendendo inoltre dei power-up simili a gemme azzurre, diventa invincibile agli attacchi degli avversari per un limitato periodo di tempo. 
Underwurlde ha tre possibili finali, ciascuno dei quali venne progettato per corrispondere alle trame dei tre seguiti pianificati nella serie Sabreman. Il giocatore riceve un punteggio calcolato in base al numero di oggetti acquisiti, ai nemici sconfitti e alla percentuale di aree visitate.
La versione per Commodore 64 è simile per meccaniche e gameplay a quella originale.

## Accoglienza
I critici consigliarono l'edizione per ZX Spectrum, apprezzando il suo vasto mondo da esplorare e le parti in cui Sabreman viaggia in una bolla. La rivista Your Sinclair lo collocò tra i venti migliori giochi per quel home computer, anche se i suoi lettori lo misero più vicino ai primi cento. In recensioni successive venne rilevata una certa difficoltà frustrante in alcune fasi di gameplay. Sebbene la versione per Commodore 64 fosse simile all'originale, essa ricevette un'accoglienza mista e qualcuno la ritenne datata.